# Caldera Yellowstone
Caldera Yellowstone este o calderă vulcanică și supervulcan situat în Parcul Național Yellowstone în Statele Unite, uneori referit ca Supervulcanul Yellowstone. 

## Descriere
Caldera se află în colțul de nord-vest al statului Wyoming, în care se află cea mai mare parte a parcului, și se întinde pe o suprafață de 55 pe 72 km. Caldera s-a format pe durata ultimei din cele trei super-erupții ce au avut loc în ultimile 2,1 milioane de ani. Prima din ele, erupția Huckleberry Ridge a avut loc acum 2,1 milioane de ani, și a creat Island Park Caldera și Huckleberry Ridge Tuff. A urmat erupția Mesa Falls, care a avut loc acum 1,3 milioane de ani, creând Henry's Fork Caldera și Mesa Falls Tuff. Cea din urmă a fost erupția Lava Creek, acum 640.000 de ani, care a creat Caldera Yellowstone și Lava Creek Tuff.

Diagrama Calderei Yellowstone

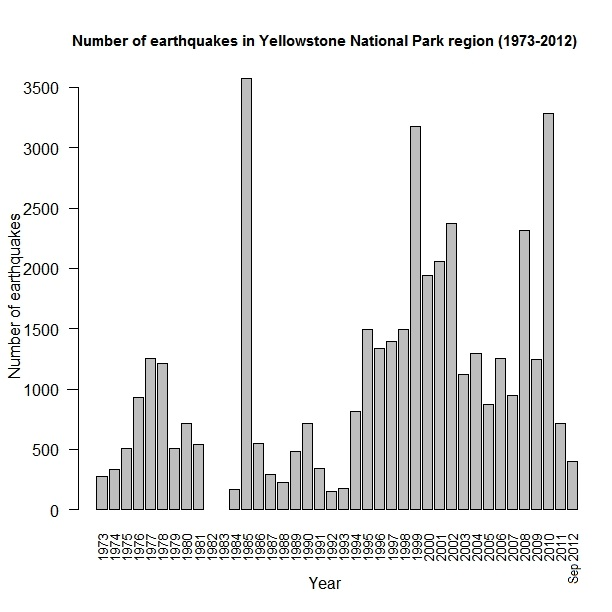
Numărul de cutremure în regiunea Parcului Național Yellowstone (1973 – 29 sep 2012)